# Dimensión sobrenatural
En teología cristiana se entiende como dimensión sobrenatural, orden sobrenatural o simplemente sobrenatural a la condición del hombre no en cuanto que ha sido creado por Dios, sino en cuanto por la gracia llamado a una comunión especial con Él.
La antropología teológica trata de la condición humana sea en cuanto creada, sea también en cuanto a su finalidad en Dios, a esta última categoría la llama sobrenatural. Considera normalmente lo sobrenatural no como un añadido a la naturaleza humana que se perdió o se corrompió tras el pecado, sino como la condición del hombre aunque subrayando la total gratuidad de la filiación divina que, según la Revelación cristiana le ha sido dada al hombre.

## Desarrollo

### Escolástica y neoescolástica
El tema no fue objeto de estudio teológico hasta la escolástica, debido a la renovada importancia dada –tras la asunción de parte de la filosofía de Aristóteles– al concepto de naturaleza. Todavía con Anselmo de Canterbury no se planteaba el tema como una problemática ya que consideraba que la visión de Dios era la finalidad del ser racional.
Tomás de Aquino distingue ya lo natural en el hombre, que sería una abstracción de lo que es en sí, y lo sobrenatural, es decir, el hombre elevado al orden de la gracia. Se trata de dones completamente gratuitos. Aun cuando los dones que podrían llamarse “naturales” son también gratuitos, su ausencia en una persona implica una privación de algo debido por naturaleza a cada hombre. En cambio, los dones sobrenaturales no son debidos a una persona en cuanto criatura, estos serían: la gracia divina, las virtudes infusas, la visión de Dios y la inmortalidad. A pesar de ello afirma a continuación que la felicidad del hombre es la visión de Dios. y que existe un deseo natural de ello que, sin embargo, es posible solo por la gracia. 
La teología posterior, hasta el siglo XV asumirá esta tesis de Tomás de Aquino aun cuando notara el problema de que un deseo innato fuera imposible al hombre. Así Gayetano niega que tal deseo fuera innato sino que solo pertenece al hombre que ha sido “ordenado” por Dios al cielo. Los teólogos católicos posteriores, al calor de las controversias con protestantes y con los seguidores de Bayo, tomarán esta vía de explicación o seguirán a Tomás de Aquino. 
En el ámbito de la controversia contra los agustinianos (tras la Reforma) se encuentra la primera vez que el Magisterio usa la expresión sobrenatural:

La sublimación y la exaltación de la naturaleza humana a la unión con la naturaleza divina, fue debida a la integridad de la condición primera, y consiguientemente, se ha de llamar natural y no sobrenatural
Errores de Miguel Bayo, núm. 21

La neoescolástica profundiza la noción de “naturaleza” aclarando que lo que corresponde a ella lo puede hacer sea porque es parte de su esencia, sea porque lo ha adquirido o bien porque lo requiere para alcanzar su fin. Así, lo sobrenatural se definirá de manera negativa: es lo que no corresponde a esos tres ámbitos de lo natural. Los dones recibidos tras la Redención serán sobrenaturales. Los dones preternaturales habían sido dados a Adán y Eva pero los perdieron lo cual explica ya la división en el hombre y su impotencia en el orden de la justificación y la visión de Dios.

### Teología contemporánea
Sin embargo, las tesis de Tomás de Aquino se fueron abriendo paso y haciendo más extremas con el tiempo. Se llega a afirmar que toda criatura racional será ordenada inmediatamente a la visión beatífica. Esta tesis será condenada por el Papa Pío XII en la encíclica Humani generis.[cita requerida] A raíz de esta, los teólogos católicos volvieron a reflexionar sobre este tema. Los más característicos son Rahner y de Lubac.
Karl Rahner no se pregunta ya cuál sea la condición original del hombre o el estado en que solo sea criatura, sino parte de la condición actual. Sostiene que aun cuando se deba afirmar la total gratuidad del don de Dios esto no significa que el fin sobrenatural o la visión de Dios sea un añadido extrínseco al hombre. El hombre está abierto a lo sobrenatural siempre y no tiene experiencia ni puede conocer cómo sería su naturaleza en estado puro.
Henri de Lubac afrontó este tema ya en 1946 en el epílogo de su obra Surnaturel que dio lugar a un sinnúmero de discusiones y a la evolución del pensamiento del mismo de Lubac en su obra Le mystère du surnaturel (1965). Prescinde al igual que Rahner de la dilucidación de lo que sería la “naturaleza pura”. Según afirma, para salvaguardar la gratuidad del don de Dios basta con afirmar que no es objeto de exigencia: tanto la creación del hombre como su finalidad son parte de un único movimiento por parte de Dios. En la teoría se ha de distinguir pero en realidad el yo es creado para ver a Dios y queda determinado por ello. De hecho, Dios ha creado al hombre a su imagen, lo que implica que no hizo primero al hombre y luego lo elevó.[cita requerida]
Teólogos como Juan Alfaro Jiméenz o Luis Ladaria plantean la problemática en un contexto cristológico sea porque la elevación del hombre a la dimensión sobrenatural se debe a Cristo sea porque la creación del mundo fue hecha en Cristo y hacia Él.[cita requerida]